# Hummelmorabergets klapperstensfält

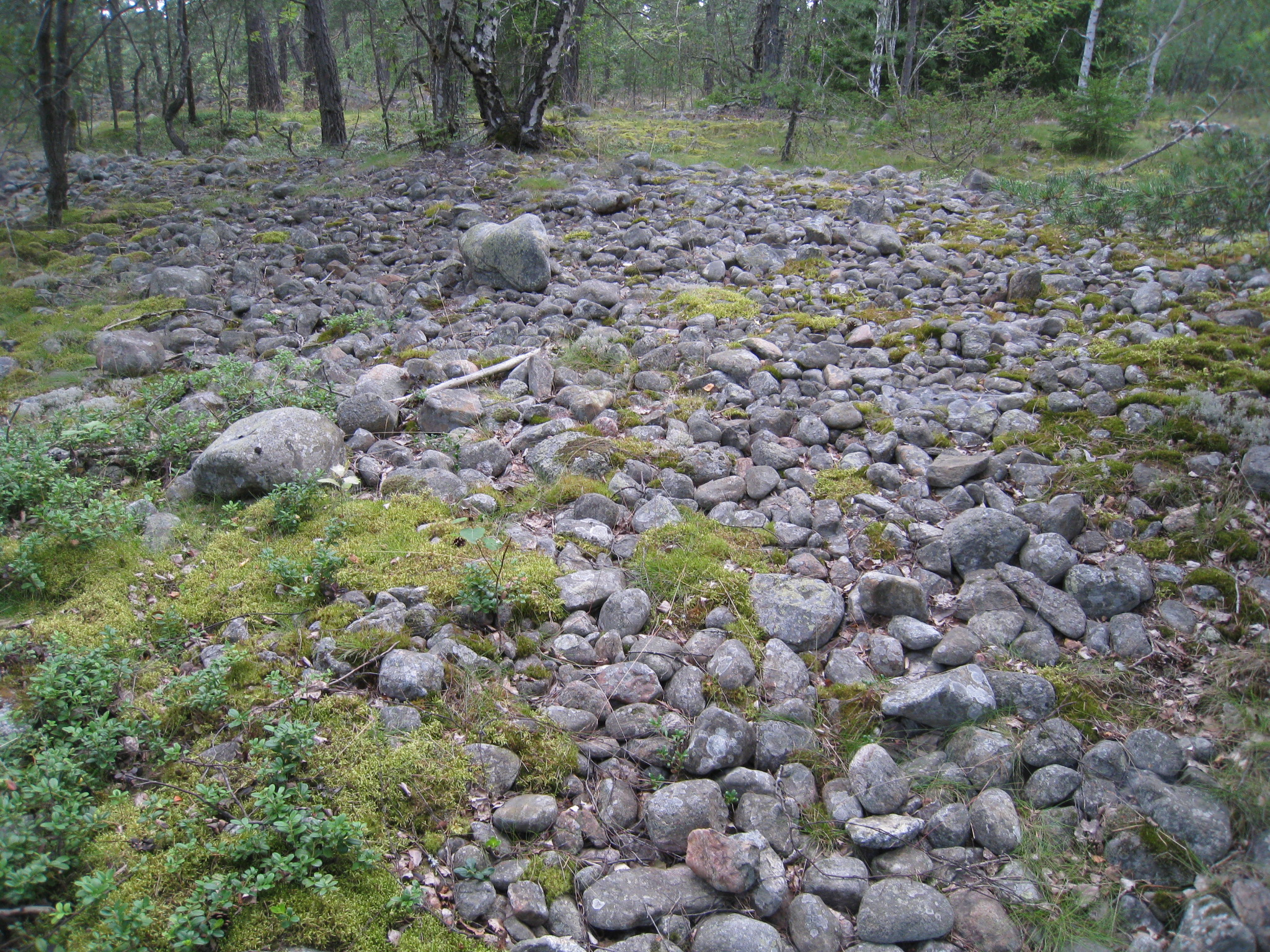
Hummelmorabergets klapperstensfält.

Hummelmorabergets klapperstensfält eller Klapperstensfältet i Viksjö är klapperstensvallar och stentorg med vattenslipade stenar från istiden vid Hummelmoraberget, i Viksjö i Järfälla kommun, Stockholms län.
Klapperstensfältet ligger i skogen där Vattenverksvägen tar av från Hummelmoravägen (alldeles vid korsningen Hummelmoravägen och Vattenverksvägen) i Görvälns naturreservat i Viksjö. Klapperstensvallarna ligger strax söder om bergets topp och anses vara Hummelmorabergets förnämsta sevärdhet. De är särskilt tydliga söder om toppen ner mot Vattenverksvägen.
När Hummelmoraberget en gång steg ur havet bildades stora klapperstensvallar med större eller mindre stenar som fått sin rundade form genom rullning och nötning mot varandra till följd av havsvågor eller strömmande och forsande vatten. 

## Klapperstensfält och stentorg
Det finns ett stort stentorg uppe på bergets klapperstensfält och runt omkring växer hällmarkstallskog. På Hummelmoraberget finns ett av de största stentorgen som finns i Stockholms län, stentorget är mycket ovanligt eftersom det är utbildat i morän och inte i isälvsmaterial. På stentorgets område har vattnet spolat bort allt utom stenar och klippor. Här i hällmarkstallskogen kan man se ovanliga fågelarter.

## Klappervallarna bildades

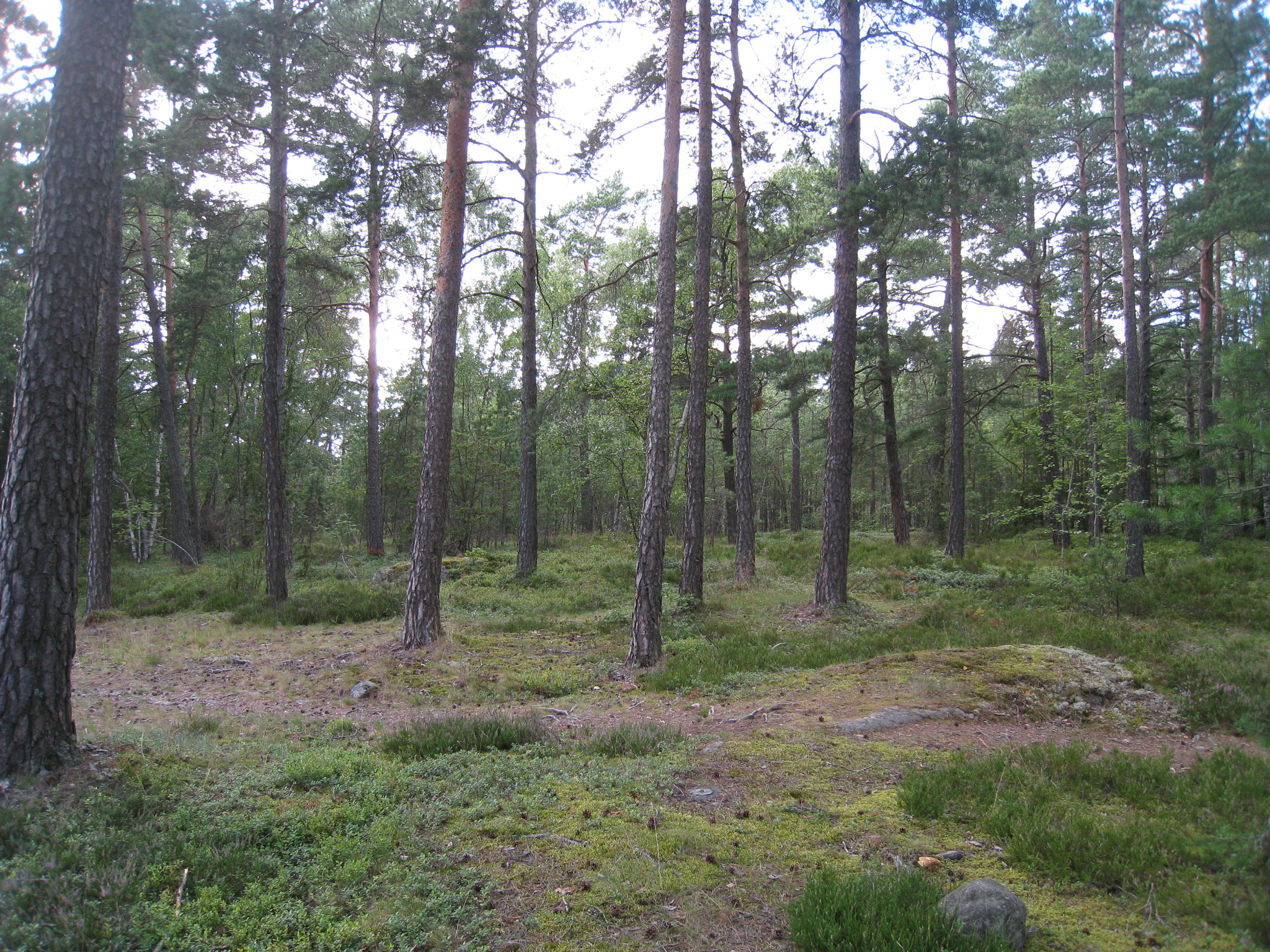
Hummermorabergets klapperstensvallar ligger i hällmarkstallskog.

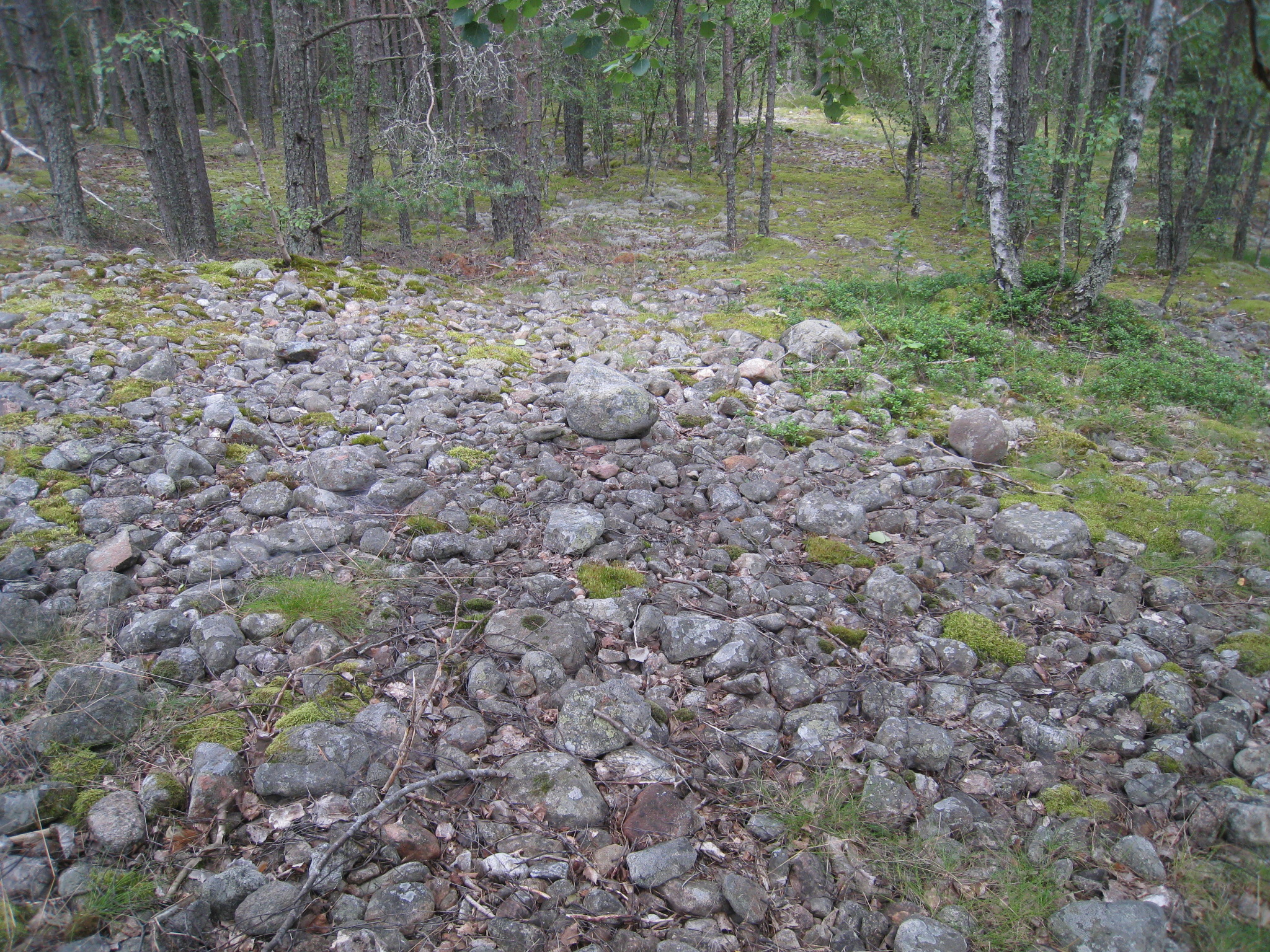
Del av ett stentorget.

Allt som bildades av inlandsisen har avsatts under vattenytan på en havsbotten, som först senare långsamt började höjda sig. Alltmedan Hummelmoraberget höjde sig har så bildats vall på vall. Klappervallarna har bildats under stormar vid högvatten. Vågorna har då vräkt långt upp på land utom räckhåll för senare stormar. Allt eftersom berget höjt sig har på så sätt vall på vall bildats. Dessa strandvallar finns mellan 57 och 64 meter över havet. Bara större stenar ligger kvar på de högsta och mest utsatta ställena. De karaktäristiska vallarna ligger längre ner. Vallarna är cirka 5 meter breda och ½ meter höga. I hällmarkstallskogen kan man se ovanliga fågelarter.
Åtminstone tio olika vallar kan man urskilja här. Vallarna har bildats under stormar vid högvatten då vågorna vräkte stenarna lång upp på land. Förleden "klapper" härrör från det klapprande ljud som uppstår när stenarna slår mot varandra då de översköljs av vågorna. Nedanför dessa ligger svallat material i allt finare fraktioner, det vill säga jordarter, såsom morän och lera. Kornstorlekarna eller kornfraktionerna delas upp i block, som är mer än 200 mm, sten 60-200 mm, grus 2-60 mm, sand 0,06-2 mm, silt 0,002-0,06 mm och ler som är en kornfraktion där mineralkornen är mindre än 0,002 mm. Vid Hummelmorabergets klappervallar ligger svallgrus, det vill säga grusjord som bildats genom att vågor och bränningar sköljt ur, finjordsfattig skogs- och odlingsjord med stort grusinnehåll längst ner mellan 60 och 55 m ö.h., därefter ligger klapper på mellan 60 och 64 m ö.h. och överst ligger moränen vid 65 m ö.h.. Vallarna är till del överväxta.
Klappervallarna består av stenar, där varje klapperstensvall anses vara resultatet av häftiga stormar vid den tid då Hummelmoraberget steg ur havet. Efter det att isen smält undan till sin helhet täcktes Järfälla av det cirka 100 meter djupa stenåldershavet. Sedan dröjde det ungefär 2500 år, alltså till omkring år 5200 f.Kr. innan den första bergstoppen började sticka upp över havsytan till den nuvarande nivån av drygt 67 meter över havet. Man kan sluta sig till att det måste ha varit Hummelmoraberget, av de nutida höjdförhållandena att döma.
Hummelmorabergets hjässa var ett litet skär i det stora Litorinahavet för 6 000 år sedan. Under häftiga stormar under högvatten vräkte vågorna upp stenar långt upp på land utom räckhåll för senare stormar. På så sätt har vall på vall bildats allt eftersom berget höjt sig. Standvallarna finns mellan 57 och 64 meter över havet. Endast större stenar ligger kvar på de högsta utsatta ställena. De karaktäristiska vallarna, som är cirka 5 meter breda och ½ meter höga, syns längre ner. I Stockholmsområdet är terrasser och vallar av detta slag mycket sällsynta. Ett mycket stort stentorg kan man se uppe på berget.